# Festival Igogo
El festival de Igogo es un festival Yoruba llevado a cabo en la ciudad Owo, en el estado Ondo, Nigeria. Es llevado a cabo cada año en septiembre para honrar a la reina Oronsen, la mítica esposa de Rerengejen.
Durante el festival, los titulares de Olowo of Owo y los altos jefes del reino de Owo se visten como mujeres con collares y vestidos con cunetas y el cabello trenzado, esto con el fin de imitar la apariencia de la reina. El uso de sombreros y gorras, así como el redoble del tambor y el disparar de las armas, están prohibidos durante los festivales. Los gongs de metal (Agogo) son utilizados y de ahí es de donde proviene el nombre "Igogo". 

## Historia
El festival de Igogo empezó hace 600 años durante el reino de Olowo Rererengejen. El monarca se casó con Orosen, una hermosa y adinerada reina quien, sin el conocimiento del rey, tenía super poderes. Enriqueció al moraca y ella era amada por el monarca. La reina tenía ciertos tabús. Ella insitía que nadie debía moler Okra en su presencia, o regar el jardín. Además, cualquiera que llegara de la granja no podía amontonar la leña. El rey Rerengejen cuidaba que sus otras esposas no hicieran alguna de estas actividades.
Un día la reina tuvo una discusión con las otras esposas del rey. Ellas conspiraron en contra de la reina, con la intención de violar las reglas referentes a sus tabús, mientras el rey no se encontraba en el palacio. Como las reglas no fueron respetadas, huyó del palacio.
Mientras estaba huyendo, los guardias y jefes del palacio corrieron detrás de ella con el fin de traerla de vuelta, pero su esfuerzo fue en vano. 
Después de un rato, la reina se cansó y esperó en un lugar llamado "Ugbo Laja", donde fue alentada a regresar al palacio. Su negación frustró a los guardias al nivel de quererla capturar en contra de su voluntad, pero ella corrió hacia "Igbo Oluwa", donde desapareció. Actualmente este es considerado como un bosque sagrado, dejando su turbante (oja) en "Ugbo Laja", el cual los guardias regresaron al rey Rerengejen. "Ugbo Laja" es ahora un bosque sagrado. La escultura de la reina Oronsen en "Igbo Oluwa", hecha por Ekpo Eyo, fue colocada a distancia para informar a la gente de Owo que nada la traería de regreso al palacio, pero que cada año debían sacrificar doscientos objetos de diferentes ámbitos, como pescado seco, kolanut, pimienta de cocodrilo, cola amarga (orogbo u orobó) y demás para el ritual (Igogo). Siendo esto así, en agradecimiento la reina prometía proteger el reino.

## Eventos
El fesitval de Igogo dura 17 días y empieza con los actos Upeli, hechos por los jefes Lloro. Los jefes son guiados por "Akowa" conocidos como "Lloro de Akowa", líderes de los jefes Lloro. Durante este festival, personas de todos los trabajos de vida se reúnen para presenciar el festejo anual, el cual se vuelve una temporada de unión para la gente del reino.
La procesión Upeli tiene una duración de 12 días y combina ciertas actividades como Utegi, Ugbabo, Uyanna y Ugbate. Es también un periodo para la celebración de nuevas batatas. Durante esta procesión el redoble de los tambores, ya sea hecha por una persona o por asociaciones está prohibido, también el uso de gorros en hombre y turbante en las mujeres de rango cercando al de un monarca de Owo, para Olowo of Owo está prohibido. El festival lleva a cabo el baile de los hombres semidesnudos, a los cuales los jefes Lloro llamaron Ighares. Usualmente usan gorras blancas con dos cuernos de búfalo. Los cuernos los hacen chocar entre sí mientras bailan alrededor de la ciudad, visitando los lugares sagrados. 
Durante este ritual, cada animal que cruza entre ellos, automáticamente se vuelve un manjar. El jefe trenza su cabello y baila alrededor de la ciudad, tocando de puerta en puerta, visitando a sus seres queridos quienes abren sus puertas bailando y a cambio les dan un regalo. El monarca normalmente se viste como mujer y de igual manera, baila alrededor del pueblo. Bailar en el supermercado es también uno de los rituales llevado a cabo en este festival.
En los tres últimos días del festival en Owo, habrá muchos colores, la mayoría de los jefes, parecerán con cabello trenzado y cuentas alrededor de su cuello, de igual manera irán de puerta en puerta con un gran multitud, la mayoría de ellos llevan la música y bailan.